# Unión Vegetariana Europea

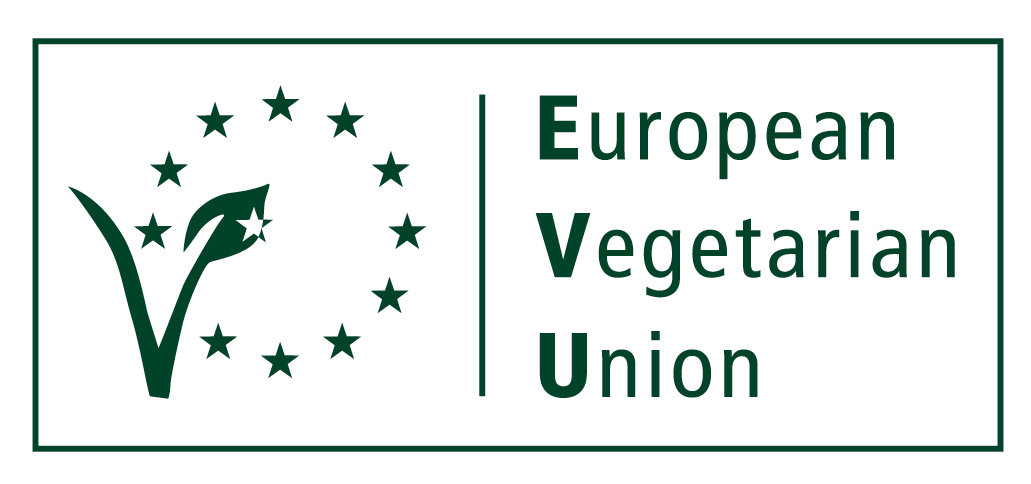
Logo de la organización en verde oscuro

La Unión Vegetariana Europea (EVU) es una organización sin ánimo de lucro con sede en Winterthur (Suiza), que agrupa a grupos y sociedades vegetarianos en Europa. Los trabajos de la unión se centran en las áreas del vegetarianismo , la nutrición, la salud, la protección del consumidor, los derechos animales, la ecología y la información contra el hambre mundial. La sede se encuentra en Winterthur (Suiza).

## Historia
- La EVU distribuyó en 1995 la película Devora la Tierra sobre las consecuencias globales de consumo de carne. La película fue producida por la Sociedad Vegetariana, con textos de Tony Wardle y narración de Paul McCartney.[2][3]
- En octubre de 2011, Renato Pichler, Presidente de la EVU, se quejó que el gobierno francés mediante el  Décret 2011-1227 y su asociado Arrêté (30 de septiembre de 2011) despenalizará que no se ofreciesen opciones de comida veganas en los colegios públicos o privados en Francia.

## Objetivos
Las principales actividades de la EVU son:
- Apoyar y representar sociedades miembro a nivel europeo, ofreciendo una plataforma para cooperación cercana;
- Concienciar públicamente y promover el vegetarianismo, los asuntos vegetarianos y los beneficios de un estilo de vida vegetariano;
- Obtener influencia en Lobbys, gobiernos, organizaciones e instituciones europeas para influenciar la creación de medidas que beneficien al vegetarianismo.
- Promover el esquema V Etiquetas (Símbolo Vegetariano Universal). Un sistema de etiquetado estandarizado que asegura que un producto es vegano  con el objetivo de identificación fácil de servicios y productos vegetarianos.

## Problemas de etiquetado
Cuando la demanda para productos veganos y vegetarianos en Europa ha ido aumentando, la Unión Vegetariana Europea ha intentado definir cómo se deben  etiquetar los "elementos" vegetarianos "y" veganos. Así, concluyendo que la etiqueta vegana en un producto tendría que tener un significado claro y estándar. Han puesto adelante dos requisitos principales:
1. "La certificación de vegano o sustancias vegetarianas tienen que no ser puesta por el fabricante."
2. "La (potencial) presencia de trazas de productos no-veganos o sustancias no vegetarianas en un producto  no puede ser un obstáculo para etiquetar un producto como vegano o vegetariano, ya que la contaminación ocurre a pesar de un proceso de producción prudente que usa buenas prácticas y últimas tecnologías."

Aun así, a pesar de los esfuerzos de la organización, la Comisión europea inicialmente rechazó promulgar  cambios en la normativa. Aun así, la EVU continuó presionando a lobbys y gobiernos estatales, especialmente en Alemania consiguiendo que este experimentase cambios en la legislación de etiquetado. Entre otros, la creación de una definición uniforme sobre las características que ha de tener un producto para ser vegano y concediendo a los controladores sanitarios la capacidad de castigar el incumplimiento de estas

### Movimientos de protección animal
- Entorno humano Protección Animal (Tierschutzpartei)
- Vegetarianos' Voz Internacional para Animales